# Liste der Stadtbezirke von Almaty
Die Liste der Stadtbezirke von Almaty gibt einen Überblick über die Verwaltungsgliederung der kasachischen Stadt Almaty. Gegenwärtig ist die Stadt in acht Stadtbezirke unterteilt.

## Liste
| Wappen | Deutsche Bezeichnung                         | Kasachisch                        | Russisch                               | Einwohner | Einwohner | Einwohner | Fläche (km²) | Einwohner je km² | Gegründet | Karte                         |
| Wappen | Deutsche Bezeichnung                         | Kasachisch                        | Russisch                               | 1999      | 2009      | 2019      | Fläche (km²) | Einwohner je km² | Gegründet | Karte                         |
| ------ | -------------------------------------------- | --------------------------------- | -------------------------------------- | --------- | --------- | --------- | ------------ | ---------------- | --------- | ----------------------------- |
|        | Alatau                                       | Алатау ауданы Alatau audany       | Алатауский район Alatauski rajon       |           | 151.747   | 260.423   | 104,1        | 1.999            | 2008      | Lage des Stadtteils Alatau    |
|        | Almaly bis 1957 Stalinski bis 1995 Sowjetski | Алмалы ауданы Almaly audany       | Алмалинский район Almalinski rajon     | 183.546   | 188.667   | 215.701   | 18,4         | 11.539           | 1936      | Lage des Stadtteils Almaly    |
|        | Äuesow                                       | Әуезов ауданы Äuesow audany       | Ауэзовский район Auesowski rajon       | 282.117   | 290.424   | 295.458   | 23,6         | 12.009           | 1972      | Lage des Stadtteils Äuesow    |
|        | Bostandyq bis 1997 Kalininski                | Бостандық ауданы Bostandyq audany | Бостандыкский район Bostandykski rajon | 236.679   | 267.142   | 343.575   | 99,4         | 3.319            | 1966      | Lage des Stadtteils Bostandyq |
|        | Medeu bis 1995 Frunsenski                    | Медеу ауданы Medeu audany         | Медеуский район Medeuski rajon         | 131.723   | 159.631   | 209.844   | 253,4        | 773              | 1936      | Lage des Stadtteils Medeu     |
|        | Nauryzbai                                    | Наурызбай ауданы Nauryzbai audany | Наурызбайский район Naurysbaiski rajon |           |           | 128.246   | 69,7         | 1.404            | 2014      | Lage des Stadtteils Nauryzbai |
|        | Schetissu bis 1995 Leninski                  | Жетісу ауданы Schetissu audany    | Жетысуский район Schetyssuski rajon    | 140.324   | 130.893   | 165.975   | 39.5         | 4.037            | 1936      | Lage des Stadtteils Schetissu |
|        | Türksib bis 1995 Oktjabrski                  | Түрксіб ауданы Türksib audany     | Турксибский район Turksibski rajon     | 154.967   | 177.128   | 235.334   | 75,4         | 2.874            | 1936      | Lage des Stadtteils Türksib   |